# تاریخ و آگاهی طبقاتی
تاریخ و آگاهی طبقاتی، کتابی از گئورگ لوکاچ است که در سال ۱۹۲۳ به چاپ رسیده‌است. لوکاچ ماهرانه، با استفاده از ایدآلیسم کلاسیک آلمان و آثار مارکس، صورتی از مارکسیسم ارائه می‌دهد که اساساً یک نظریهٔ عاملیت انقلابی است. این کتاب در سال ۱۳۷۷ توسط محمدجعفر پوینده ترجمه شده و نشر تجربه آن را منتشر کرده‌است.
تاریخ و آگاهی طبقاتی، شاید قوی‌ترین بیان فلسفی در میان شورش عامی که علیه شکل غالب مارکسیسم در بین‌الملل دوم (۱۸۸۹–۱۹۱۴) صورت گرفته بود، باشد. آنتونیو گرامشی انقلاب اکتبر ۱۹۱۷ را «انقلابی علیه سرمایه» نامید. پیروزی انقلاب سوسیالیستی در یک کشور عقب‌مانده، درست‌آیینی مارکسیسمی را که توسط نظریه‌پردازانی چون: کارل کائوتسکی و جورج پلخانوف، طراحی شده بود، واژگون ساخت. بر اساس نظر این تئوریسین‌ها، تاریخ مبتنی بر ضرورت طبیعی خود طبق قوانین اقتصادی جبری پیشرفت می‌کند. لوکاچ و گرامشی هر دو تحت تأثیر جورج سورل قرار داشتند که معتقد بود انقلاب، عملی بر اساس اراده جمعی است. لوکاچ تلاش کرد مارکسیسم بی‌قید سورل را بر حسب اصطلاحات سازگار با آن مفهوم از انقلاب، مجدداً طراحی کند. این امر در اولین گام شامل معرفی درست آیینی در روش بود. مارکسیسم را نباید با هیچ یک از قضایای تئوریک خاص برابر دانست؛ حتی این ادعا که تولید، زندگی اجتماعی را به بنیادهایش مجهز می‌کند. لوکاچ تا به‌حدی جلو رفت که بیان داشت: «اگر تحقیقات جدید به فرض نادرستی تک‌تک احکام مارکس را ثابت کرده باشد» صحت خود مارکسیسم خدشه‌دار نمی‌شود.
بر اساس نظر لوکاچ این صورت متمایز روش مارکسیستی عناصر گوناگون زندگی اجتماعی را نه چونان بخش‌های جدا از هم بلکه به مثابه یک کلیت واحد درک می‌کند. «برتری مقوله کلیت، حاوی اصل انقلاب در علم است.» این سخن بیان متفاوتی از این گفته هگل است که «حقیقت همان کلیت است». لوکاچ بعدها این نظر را از هگل گرفت که تنها در صورتی شناخت کلیت ممکن می‌شود که ذهن و عین معرفت یگانه (اتحاد عاقل و معقول) باشند: «آگاهی در این‌جا، معرفت به یک شیء بیرونی نیست بلکه خودآگاهی عین است.» بنابراین، «واقعیت تنها به صورت کلیت قابل درک و فهم است و تنها ذهنی که خود یک کلیت است قادر به چنین درکی است.» لوکاچ با جذب هگل پایهٔ نقد اندیشه و جامعهٔ بورژوازی را ریخت که مضمون اصلی مقالهٔ مرکزی «تاریخ و آگاهی طبقاتی» را تشکیل می‌دهد: شیءوارگی و آگاهی پرولتاریا.
سرمایه‌داری دقیقاً صورتی از جامعه است که به گونه‌ای عمل می‌کند گویی یک کلیت نیست. لوکاچ با اخذ و وارد کردن نظرات وبر و زیمل به درون یک چارچوب مارکسیستی، جامعه‌ای را توصیف می‌کند که در آن کمیت به‌طور متزاید کیفیت را کنار می‌زند و عقلانیت ابزاری در آن حکم‌رانی می‌کند: وجوه فردی زندگی اجتماعی ممکن است مدرنیزه شود و تحت تأثیر روندهای بوروکراتیک قرار گیرد، امّا روابطی که این‌ها را به یکدیگر درون یک کلیت پیوند می‌دهند، درک نمی‌شود. امّا در حالی‌که وبر این فرایند عقلانی شدن را به مثابه یک پیامد ناگزیر غلبهٔ مدرنیته می‌دید، لوکاچ آن را به عنوان شکلی توسعه‌یافته از آنچه مارکس در سرمایه بت‌انگاری کالایی می‌نامد، بررسی می‌کند. مارکس مدّعی است که روابط در نظام سرمایه‌داری، روابط اجتماعی میان انسان‌ها به شکل روابط میان اشیاء درمی‌آیند. مبادله کالا در قواعد بازاری زندگی مردم، قیمتی بر روی نیروی کار می‌گذارد و در بحران اقتصادی محتملاً آن‌ها را به بی‌کاری و فقر محکوم می‌کند. لوکاچ این ایده را می‌گیرد و آن را به مفهوم فرایند «شیءوارگی» ارتقاء می‌دهد تا بدین ترتیب کلیت را به درون زندگی اجتماعی انسان‌ها وارد کند. به اعتقاد او حتی پیشرفته‌ترین صور فلسفه مدرن از دکارت تا کانت، داغ بت‌انگاری کالایی را بر پیشانی دارند، مخصوصاً به‌خاطر ناتوانی‌شان در درک جامعه به عنوان یک کلیت. هگل به‌تنهایی تشخیص داد کلیت اجتماعی تنها به‌وسیله یک ذهن کلّی قابل فهم است، ولی این اندیشه را در صورتی رمزگونه از مفهوم «روح مطلق» بیان کرد.
راه حل لوکاچ برای آنچه «تناقض اندیشهٔ بورژوازی» می‌خواند، این است که یک بار دیگر از «سرمایهٔ» مارکس استفاده شود. بر اساس اندیشهٔ مارکس، استثمار سرمایه‌داری مبتنی بر دگرگونی نیروی کار یا توانایی کار، به کالایی است که در بازار خرید و فروش می‌شود. از نظر مارکس سود اصلی این سلسله رویدادها در شیوه‌ای قرار دارد که این سود را ممکن می‌سازد، که به اعتقاد او، همان استخراج ارزش اضافی از کارگر است. این مسئله برای لوکاچ از اهمّیت اساسی برخودار است؛ چرا که کارگران، یعنی تودهٔ انسان‌ها به اشیاء قابل فروش بدل می‌شوند. امّا چون استثماری که صورت می‌گیرد لازمه تشکیل کامل شبکهٔ روابط کالایی است که جامعهٔ سرمایه‌داری را تشکیل می‌دهد، کارگر محور این جامعه است؛ بنابراین به اعتقاد لوکاچ تنها طبقهٔ کارگر است که در موقعیتی قرار دارد که می‌تواند جامعه سرمایه‌داری را به مثابه یک کل درک کند. چون کارگر تنها وقتی می‌تواند از وجود خود آگاه شود که به خود به عنوان یک کالا آگاه شود؛ «بنابراین آگاهی او، خودآگاهی کالا است» یا به عبارت دیگر این خودآگاهی و خودظاهرسازی جامعه سرمایه‌داری‌ئی است که بر مبنای تولید و مبادله کالا استوار شده‌است.
بنابراین پرولتاریا آن ذهن کلّی است که نیازمند درک جامعه به مثابه یک کلّیت است، چون شناخت جایگاه خود، شناخت به مجموعه روابطی را دربردارد که او به عنوان یک کالای مطلق، منبع آن است؛ بنابراین او همان «ذهن‌عین یگانه فرایند اجتماعی و تاریخی تکامل است». به‌علاوه این همان جایگاه ممتاز طبقهٔ کارگر است که ماتریالیسم تاریخی را امکان‌پذیر می‌سازد. مارکس و اخلاف‌اش به‌طور نظری، خودآگاهی پرولتاریا را مفصّلاً بیان کرده‌اند. آن‌ها علی‌رغم اینکه عموماً خود کارگر نبوده‌اند قادر به چنین کاری گشته‌اند، زیرا این خودآگاهی مبتنی بر موقعیت عینی پرولتاریا در جامعه سرمایه‌داری است. «اساساً میان آگاهی طبقاتی‌ئی که بر اساس این موقعیت می‌توان به کارگران نسبت داد و عقاید و علایق واقعی آن‌ها فرق است. به‌علاوه فرایندی که از طریق آن کارگران از موقعیت واقعی خود در جامعه آگاه می‌شوند اساساً فرایندی ذهنی و فکری است. به هر حال «آگاهی پرولتاریا بایستی عملی شود.» لوکاچ معتقد است این امر تا حدی بدان خاطر است که کارگرانی که خودآگاه می‌شوند دارای آگاهی عملی خواهند بود: «عمل آگاهی، صورت عینی موضوع خود را دگرگون می‌سازد» و هم‌زمان، فرایند واقعی تضاد طبقاتی که در آن کارگران مجبور به رویارویی با شرایط اقتصادی‌شان هستند، آگاهی آنان را دگرگون می‌کند. بدین‌گونه ساختارهای شیءگونه‌شدهٔ جامعه سرمایه‌داری درهم خواهند شکست.
تاریخ و آگاهی طبقاتی مسلماً یک شاهکار فلسفی است. با این همه، به‌سادگی می‌توان دید که چرا مارکسیست‌های بعدی، نظیر مکتب فرانکفورت بیشتر تحت تأثیر شیءوارگی لوکاچ بوده‌اند تا نظریه آگاهی طبقاتی او. لوکاچ بعدها این کتاب را تلاش برای «بیرونی‌ساختن هگل از هگل» به وسیله پرولتاریا به عنوان شکل جامعه‌شناختی روح مطلق نامید.

## ترجمه به فارسی
محمدجعفر پوینده کتاب تاریخ و آگاهی طبقاتی را به زبان فارسی ترجمه کرده‌است. این کتاب با مشخصات زیر به چاپ رسیده‌است:
- ل‍وک‍اچ، جورج. ت‍اری‍خ و آگ‍اه‍ی طب‍ق‍ات‍ی: پ‍ژوه‍ش‍ی در دی‍ال‍ک‍ت‍ی‍ک م‍ارک‍س‍ی‍س‍ت‍ی، ت‍ه‍ران: ت‍ج‍رب‍ه: دف‍ت‍ر وی‍راس‍ت‍ه، ۱۳۷۷؛ چ‍اپ‌ دوم‌: ۱۳۷۸؛ مشهد: بوتیمار‏‫، ‏‫‏‏۱۳۹۵؛ تهران: نشر چرخ، ‏‫۱۴۰۰.‬

همچنین بخشی از این کتاب در قالب یک مقاله توسط بابک احمدی ترجمه شده و با مشخصات زیر به چاپ رسیده‌است:
- ل‍وک‍اچ‌، جورج، مقاله‌ای از تاریخ و آگاهی طبقاتی، ترجمۀ بابک احمدی، تهران: تندر‏‫، ۱۳۵۹.‬